# Sawangan (Pituruh)
Sawangan is een bestuurslaag in het regentschap Purworejo van de provincie Midden-Java, Indonesië. Sawangan telt 1136 inwoners (volkstelling 2010).